# Garra Dembélé
Garra Dembélé (ur. 21 lutego 1986 w Gennevilliers) – francusko-malijski piłkarz grający na pozycji napastnika.
Zaczynał karierę w klubie INF Clairefontaine, gdzie podpisał kontrakt z AJ Auxerre. W 2007 roku został wypożyczony do FC Istres. Po 6 miesiącach Dembélé pojechał do Danii, gdzie zagrał w Aarhus GF. Pół roku później odszedł z Auxerre i podpisał kontrakt z greckim Pierikosem. W barwach tego klubu zdobył 6 goli w 32 meczach.
Na początku 2010 roku Dembélé podpisał kontrakt z bułgarskim Lokomotiwem Płowdiw, gdzie w 14 spotkaniach strzelił 5 bramek. Postawa tego piłkarza zaowocowała transferem do Lewskiego Sofia, który nastąpił 9 czerwca 2010 roku. Kosztował on 200 000 euro i umowę podpisał na 3 lata. Nieco później zadebiutował w tym klubie, w meczu Metalistem Charków (3:2 dla Lewskiego) strzelił bramkę. Po 15 spotkaniach w lidze bułgarskiej Dembélé strzelił 16 bramek.
Grał też w kadrze juniorskiej Francji do lat 19.
W 2011 roku Dembélé zadebiutował w reprezentacji Mali, w meczu z Demokratyczną Republiką Konga.